# Médaille de la fonction publique française
La médaille de la fonction publique française a été créée en 1982 par le ministre de la Fonction publique et des Réformes administratives, Anicet Le Pors,.
Cette médaille n’est pas une décoration comme l’est la médaille d'honneur du travail.
Elle a été conçue par Michel Baduel. Son diamètre est de 78 millimètres.

## Description
À l’avers, l’unicité de la fonction publique française, affirmée par la silhouette de la France et la solide architecture des caractères, se combine avec un mouvement d’éclatement figurant à la fois la décentralisation géographique de l’administration et le rayonnement à l’étranger de la conception française de la fonction publique.
Au revers, un graphisme en forme de circuit électronique traduit à la fois la modernité de la fonction publique et sa diversité fonctionnelle croissante dans une organisation déconcentrée.
Elle a été frappée pour le ministère de la Fonction publique et des Réformes administratives par l’Hôtel de la Monnaie. Elle n’est plus commercialisée.